# Aussois
Aussois – miejscowość i gmina we Francji, w regionie Owernia-Rodan-Alpy, w departamencie Sabaudia. W 2017 roku populacja gminy wynosiła 701 mieszkańców. Obszar gminy znajduje się w Parc national de la Vanoise. 
W rejonie Aussois znajdują się liczne stoki narciarskie. 